# Námořní milice ozbrojených sil lidu
Námořní milice ozbrojených sil lidu je ozbrojeným sborem Čínské lidové republiky, který je součástí tamní Lidové milice. Milice vznikla roku 1949. Je to největší ozbrojená složka svého druhu na světě (podobnou funkci a velikost má pouze vietnamská námořní milice). Dle Číny milici tvoří prostí rybáři, ve skutečnosti jde o uniformovanou ozbrojenou složku podléhající armádnímu velení. Milice je využívána jako politický nástroj v oblastech, jako jsou Jihočínské a Východočínské moře, o které ČLR vede územní spory. V těchto oblastech zajišťuje čínskou přítomnost, aniž by došlo k nasazení válečných lodí, nebo provádí rybolov ve sporných vodách. Poněkud nejasný statut milicionářů (jejich plavidla vystupují jako civilní rybářské lodě) druhé straně znesnadňuje reakci při jejich zapojení do námořních incidentů. Jejich nasazením Čína snižuje riziko vypuknutí ozbrojeného konfliktu a vyhýbá se tomu, aby byla vnímána jako země, která své nároky prosazuje zbraněmi.

## Příklady nasazení

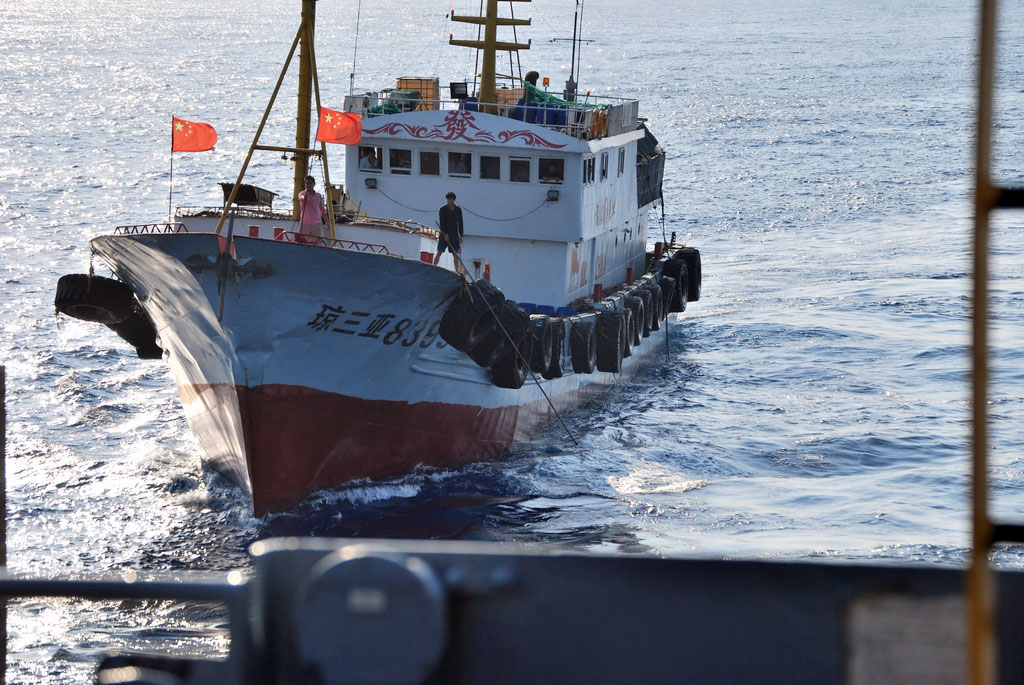
Milice na palubě rybářské lodě FS8399 se pokouší zachytit vlečný sonar americké výzkumné lodě USNS Impeccable

Dne 11. ledna 1974 se čínská námořní milice zapojila do bitvy o Paracelské ostrovy, ve které ČLR získala kontrolu nad ostrovy, které byly do té doby v držení Vietnamu.
V roce 2009 byla v mezinárodních vodách jižně od ostrova Chaj-nan čínskými plavidly, včetně lodí milice, obklíčena a přinucena k nouzovému zastavení americká výzkumná loď USNS Impeccable (T-AGOS-23).
V roce 2012 se cca 40 „rybářských člunů“ milice zapojilo do konfliktu s vietnamským námořnictvem, které se snažilo zastavit provoz čínské ropné plošiny na sporném území na Spratlyho ostrovech.